# Gravedona ed Uniti
Gravedona ed Uniti est une commune italienne de 4 223 habitants située dans la province de Côme dans la région de la Lombardie dans le nord-ouest de l'Italie. Elle est issue de la fusion le 11 février 2011 des communes de Gravedona, Germasino et Consiglio di Rumo.